# Військово-польовий трибунал
Військо́во-польови́й трибуна́л та військо́во-польови́й суд — тимчасові колегіальні органи правосуддя, що діють на територіях, що обороняються, окупованих та звільнених територіях. Збираються винятково у воєнний час або за умов надзвичайного стану, як правило, на місці бойових дій, одразу ж після їх закінчення. Встановлюються головнокомандувачами сил, що наступають чи обороняються при кожній військовій частині/з'єднанні, а також військовими комендантами у великих населених пунктах.

## Специфіка роботи й види покарань
Через складність обстановки у воєнний час та неможливість нормальної роботи пенітенціарної системи (утримання під вартою підозрюваних, етапування засуджених), винесення військово-польовим судом загальнокримінальних покарань, — таких як арешт чи позбавлення волі, чи виправні роботи, — часто є неможливим, тому універсальним покаранням для всіх категорій підсудних часто є негайний розстріл, рідше — показова страта через повішання. У практиці військових юристів невідомі випадки, щоб командувач з'єднання не затвердив вирок.

## Компетенція

### військово-польового трибуналу
- Військові злочинці
- Дезертири.

### військово-польового суду
- Цивільні особи, звинувачені у геноциді та розпалюванні міжетнічних конфліктів та релігійної ворожнечі, що призвели до людських жертв
- Чиновники, які виявили недбалість під час виконання своїх службових обов'язків, що призвело до зриву мобілізаційних планів
- Особи з місцевого населення, винні у поширенні негативних чуток, нагнітанні паніки
- Мародери.

## Поза компетенцією
Розстрілу на місці, без суду й слідства, підлягають:[джерело?]
- Зрадники та зрадники Батьківщини
- колабораціоністи
- Саботажники та шкідники.